# 고겐
고겐(康元, こうげん)은 일본의 연호(元号) 중 하나이다.
- 전후 : 겐초(建長) 이후 - 쇼카(正嘉) 이전.
- 시기 : 1256년
- 천황 : 고후카쿠사 천황
- 쇼군 : 가마쿠라 막부의 무네타카 친왕
- 싯켄 : 호조 도키요리, 나가토키

## 개원(改元)
- 겐초 8년 10월 5일(율리우스력 1256년 10월 24일), 개원.
- 고겐 2년 3월 14일(율리우스력 1257년 3월 31일), 쇼카로 개원된다.

## 고겐 시기에 일어난 일
- 원년
  - 호조 도키요리가 병을 얻어, 싯켄직을 내놓고 출가해 最明寺入道이라 스스로 칭한다. 다만 정치적 실권은 계속해서 쥐고 있었다.

## 서력과의 대조표
| 고겐 | 원년   | 2년    |
| ---- | ------ | ------ |
| 서력 | 1256년 | 1257년 |
| 간지 | 병진   | 정사   |

## 같이 보기
- 일본의 연호 일람

| 이전 겐초 | 일본의 연호 1256년 ~ 1257년 | 다음 쇼카 |